# 2996 Bowman
2996 Bowman (1954 RJ) là một tiểu hành tinh vành đai chính được phát hiện ngày 5 tháng 9 năm 1954 bởi Đài thiên văn Goethe Link ở Brooklyn.